# خالد بن برمک
خالد بن برمک معروف به خالد برمکی نیای برمکیان و یکی از کارگزاران ابومسلم خراسانی بود. وی برای به وجود آمدن خلفای عباسی خدمات فراوانی کرد. وی در شهر بلخ خراسان در سال 705 یا 706 میلادی دوران خلافت ولید بن عبدالملک اموی زاده شد 
وی پسر قباد (معروف به برمک) پسر خوران شاه (معروف به گشتاسب) پسر اردوان شاه (معروف به جاماسب) پسر هرمز (معروف به هرمز چهارم) پسر خسرو انوشیروان دادگر (معروف به خسرو یکم) است.
یحیی بن خالد برمکی پسر وی است.
ابوالعباس سفاح پادشاه عباسی، خالد را پیش کشید و جایگاه وزارت به او داد و منصور نیز این به این جایگاه گواه داد. پس از کشته شدن ابومسلم خراسانی، ابوجعفر منصور وی را برای مقابله با شورش فارس فرستاد. پس از مدتی وی برای مدت اندکی بر طبرستان و موصل حکم راند. خالد حتی در زمان ابوعبدالله مهدی در حالی که سنش بالغ بر ۷۰ سال بود همراه با پسرش یحیی برمکی در یک لشکرکشی بر ضد بیزانس شرکت کرد. سرانجام وی در سال ۱۷۰ قمری برابر با 786 میلادی درگذشت.